# João de Santarém
João de Santarém (XV secolo – XV secolo) è stato un navigatore ed esploratore portoghese vissuto nel XV secolo.

## Biografia
Insieme a Pêro Escobar scoprì tra il dicembre 1471 ed il mese seguente le isole di São Tomé (21/12/1471), Annobón (01/01/1472) e Príncipe (14/01/1472). In seguito esplorò il litorale compreso tra la Costa d'Oro (zona dell'attuale Ghana) ed il delta del Niger. Nel 1474 venne nominato capitano dell'insediamento capoverdiano di Alcatrazes.